# Alexander von Bujacovich
Alexander svobodný pán von Bujacovich (německy Alexander Freiherr von Buiacovich) (21. října 1792 Korfu – 11. listopadu 1870 Benátky) byl rakouský admirál. Narodil se na moři a na začátku své kariéry v době napoleonských válek sloužil u italského loďstva. V roce 1814 přešel k c. k. námořnictvu, vystřídal službu u válečného i obchodního loďstva a zúčastnil se několika válek. Po revoluci v letech 1848–1849 zastával vysoké funkce v námořní administraci rakouských přístavů v severní Itálii. V letech 1855–1857 zastával dočasně funkci vrchního velitele rakouského námořnictva. V roce 1856 dosáhl hodnosti viceadmirála a zároveň získal šlechtický titul barona.

## Životopis

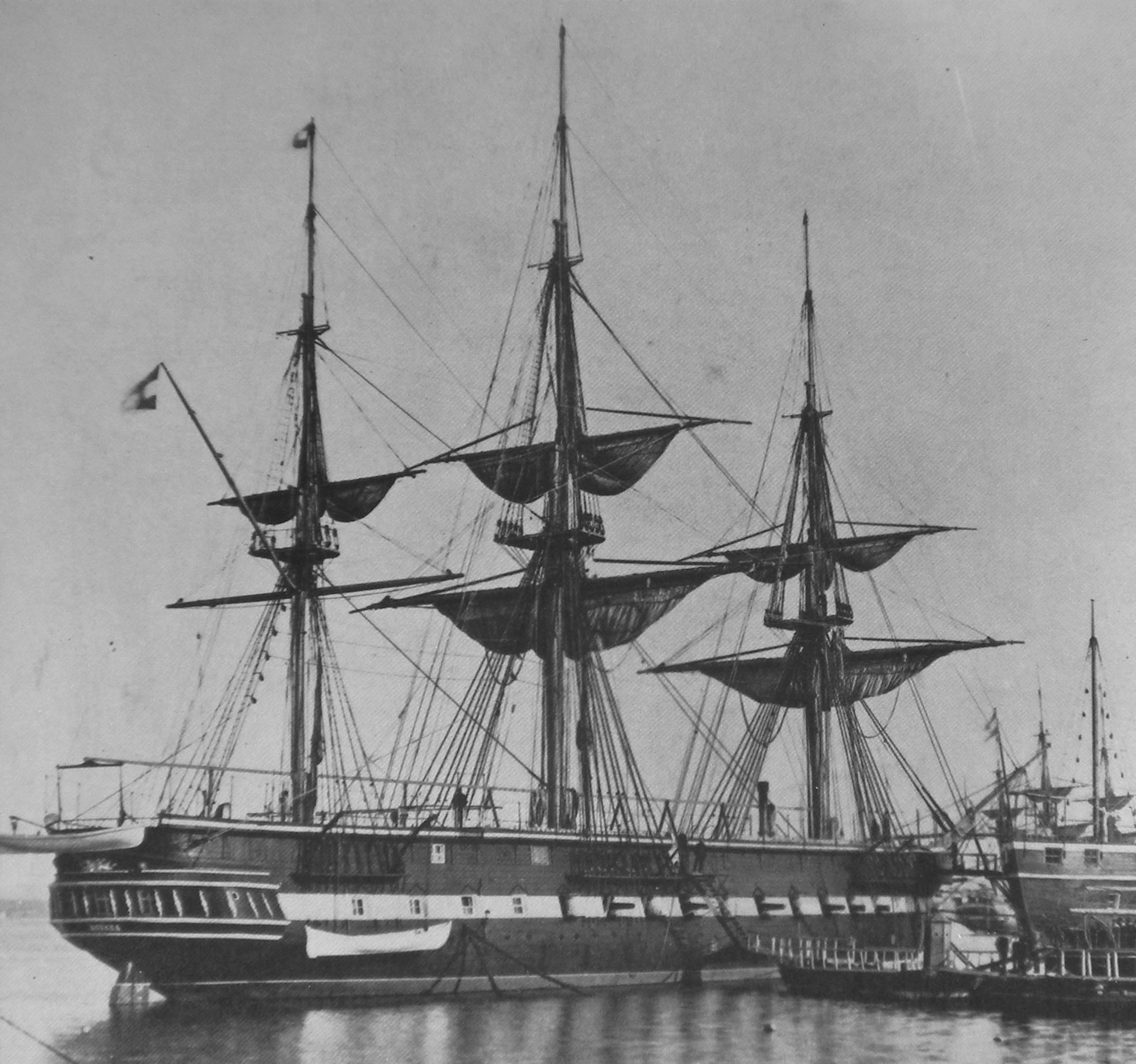
Fregata SMS Novara, vlajková loď Alexandra Bujacoviche jako velitele eskadry na Blízkém východě 1851–1852

Byl synem kapitána obchodního loďstva Giorgia Bujacoviche a narodil se na palubě fregaty La Fama u břehů řeckého ostrova Korfu. Za napoleonských válek vstoupil do námořnictva Italského království (1806) a plavil se po Středomoří. V letech 1809–1810 se zúčastnil bojů u Jónských ostrovů proti britskému námořnictvu a později již získal pod velení menší plavidla. V roce 1814 získal hodnost praporčíka, ale po skončení napoleonských válek přešel k rakouskému námořnictvu. 
U c. k. námořnictva začínal znovu v nižší hodnosti kadeta a kromě služby na různých lodích působil také u arzenálu v Benátkách. Rakouskou hodnost praporčíka (odpovídající vojenské hodnosti nadporučíka) získal až v roce 1820, poté postupoval v hodnostech jako fregatní poručík (1827) a poručík řadové lodi (1834). Na fregatě SMS Bellona se dvakrát plavil na Blízký východ (1827–1828 a 1829–1830), kde byl později prvním důstojníkem na vlajkové lodi eskadry SMS Guerriera (1831–1833), mimoto se také zúčastnil bojů proti korzárům. Později byl velitelem námořní pěchoty (1836–1837) a v letech 1839–1840 vykonal diplomatickou cestu do Istanbulu. 
V hodnosti korvetního kapitána (1839) zastával různé funkce ve správě námořní základny v Benátkách a znovu také velel různým lodím. V roce 1845 byl povýšen na fregatního kapitána, poté byl ředitelem výzbroje v Benátkách (1846–1847) a velitelem fregaty SMS Guerrirera (1847–1848). Po vypuknutí revoluce v roce 1848 přepravil z Neapole do severní Itálie vyslance Felixe Schwarzenberga. V roce 1848 byl v hodnosti kapitána řadové lodi přeložen do Terstu, kde v letech 1849–1855 s přestávkami zastával funkci zástupce vrchního velitele námořnictva. Mezitím byl k datu 22. července 1849 povýšen na kontradmirála a za revolučních bojů v Itálii se podílel na blokádě Benátek a Ancony. V letech 1851–1852 dočasně opustil Terst jako velitel eskadry na vlajkové lodi SMS Novara. V letech 1855–1857 byl dočasným vrchním velitelem námořnictva (Marineoberkommandant ad interim) a dne 9. prosince 1856 obdržel hodnost viceadmirála. V závěru kariéry byl zástupcem vrchního velitele námořnictva arcivévody Maxmiliána (1857) a k datu 1. září 1857 penzionován.
Po odchodu do výslužby žil v Benátkách, v závěru života pobýval také v Terstu. Zemřel 11. listopadu 1870 ve věku 78 let v Benátkách, kde byl pochován na hřbitově na ostrově San Michele.

## Tituly a ocenění
Během služby u námořnictva se stal nositelem několika vyznamenání v Rakousku i v zahraničí. V roce 1851 byl povýšen do rakouského šlechtického stavu s titulem rytíř a v roce 1856 získal titul svobodného pána.

### Rakousko
- Řád železné koruny III. třídy (1827)
- rytířský kříž Leopoldova řádu (1850)
- Vojenský záslužný kříž (1852)
- Služební odznak pro důstojníky III. třídy (1852)
- komandérský kříž Leopoldova řádu (1856)

### Zahraničí
- Řád slávy (1840, Osmanská říše)
- velkokříž Řádu Františka I. (1855, Království obojí Sicílie)